# Abdou Traoré
Abdoulaye Traoré (Bamako, 17 de janeiro de 1988) é um futebolista malinês que atua como volante. Atualmente defende o Sivasspor.

## Carreira
Pela Seleção Malinesa, o atleta fez parte da equipe que chegou em terceiro lugar no Campeonato Africano das Nações de 2012.

## Títulos
Mali
- Campeonato Africano das Nações: 2012 - 2º Lugar